# Stożkówka jasnozarodnikowa
Stożkówka jasnozarodnikowa (Conocybe pallidospora Kühner & Watling) – gatunek grzybów z rodziny gnojankowatych (Bolbitiaceae).

## Systematyka i nazewnictwo
Pozycja w klasyfikacji według Index Fungorum: Conocybe, Bolbitiaceae, Agaricales, Agaricomycetidae, Agaricomycetes, Agaricomycotina, Basidiomycota, Fungi.
Po raz pierwszy opisał go w 1935 r. Robert Kühner, nadając mu nazwę Conocybe saliginia var. pallidospora. Właściwą diagnozę taksonomiczną opracowali R. Kühner i Roy Watling w 1983 roku. Synonimy:
- Conocybe siliginea var. pallidospora Kühner 1935
- Galera carbonaria Velen. 1940

Polską nazwę zarekomendował Władysław Wojewoda w 2003 roku.

## Występowanie i siedlisko
Podano stanowiska w Ameryce Północnej, Europie i Azji. W Polsce do 2003 r. podano jedno stanowisko, w późniejszych latach podano następne stanowiska.
Stożkówki to grzyby saprotroficzne.